# Günther Leue
Günther Leue (* 30. Juni 1924 in Braunschweig; † 1. April 2010 in Haunetal bei Fulda) war ein deutscher Managementberater und IT-Unternehmer. Er gilt als deutscher Mailbox-Pionier und als einer der Vorkämpfer für die Liberalisierung der Telekommunikation in Deutschland. Weiterhin war er ein Verfechter des bedingungslosen Grundeinkommens (BGE).

## Leben
Leue absolvierte ein Studium der Physik und der Betriebswirtschaftslehre in Braunschweig. Seine erste Anstellung war 1954 bei Univac. Dort war er 16 Jahre beschäftigt, unter anderem als Verkaufsdirektor und eineinhalb Jahre als International Marketing Manager in den USA.
1970 wurde er als Geschäftsführer mit dem Aufbau der Diebold Deutschland GmbH beauftragt, der deutschen Niederlassung des Unternehmensberaters John Diebold. Während dieser Zeit war er maßgeblich für das Diebold-Forschungsprogramm verantwortlich. Auch organisierte er den ersten Systems ’71-Kongress für die Münchener Messegesellschaft.
1976 machte er sich in Haunetal als Managementberater selbständig. Er war in dieser Zeit maßgeblich als technischer Berater der Centrale für Coorganisation für die Einführung des EAN-Codes im deutschen Handel verantwortlich. Einen großen Teil seiner Beratungsaufgaben widmete er der aufkommenden Personal-Computer-Industrie, wo er im Auftrag der meisten deutschen Hersteller mittlerer Datentechnik über die Entwicklungen im gerade entstehenden Silicon Valley berichtete.
1981 gründete er mit seinem Sohn Christian Leue die IMCA Mikrocomputer GmbH (wenige Jahre später in GeoNet Systems GmbH umfirmiert), eines der ersten internationalen Rechnernetze und eines der ersten Netzwerke der frühen 1980er, das eine umfassende Plattform für E-Mail, Fax, Telex, Teletex, Btx, X.400, SMS, Pager, Voice und Inmarsat-C bot.
Auf Leue ging der juristische Kniff zurück, den Verein zur Förderung der Telekommunikation (VFTK) zu gründen, um den Betrieb von Computernetzen entgegen dem Postmonopol zu erlauben, da das Grundrecht der Vereinigungsfreiheit über dem Fernmelderecht angesiedelt war. Aus den Anfängen der Mailboxszene entstand das GeoNet.
Günther Leue wurde 1999 die Ehrenmitgliedschaft des Chaos Computer Clubs verliehen. Die Wirtschaftswoche nannte ihn 1986 den „deutschen E-Mail-Papst“. Er pflegte freundschaftliche Beziehungen unter anderem zu Henry F. Sherwood (er schrieb das Vorwort zur Zack Gardens Sherwood-Biografie), Heinz Nixdorf und Konrad Zuse.